# Wyżyna Śląska
Wyżyna Śląska (341.1) – makroregion geograficzny położony w południowej Polsce. Stanowi południową część Wyżyny Śląsko-Krakowskiej.

## Charakterystyka
Wyżyna Śląska zajmuje powierzchnię 3929 km². Od północy graniczy z Równiną Opolską i Wyżyną Woźnicko-Wieluńską, od wschodu z Wyżyną Krakowsko-Częstochowską, od południa z Kotliną Oświęcimską i Kotliną Ostrawską, od zachodu z Kotliną Raciborską i Pradoliną Wrocławską.
W podłożu ma platformę paleozoiczną. Jej najwyższym wzniesieniem jest Góra Świętej Anny o wysokości 408 m n.p.m.
Wyżynę Śląską pokrywają osady polodowcowe, przede wszystkim piaski. Na trasie przepływu Białej Przemszy znajduje się Pustynia Błędowska – największe w Europie pole luźnych piasków. Postępuje jej zarastanie w wyniku wprowadzenia tam roślin wydmowych, np. mikołajka nadmorskiego.
Gleby Wyżyny Śląskiej to głównie bielice i gleby płowe. Występują tu dość duże opady (700–800 mm rocznie). Klimat Wyżyny uległ znacznemu przeobrażeniu pod wpływem działalności człowieka. Mniejsza degradacja środowiska występuje w północnej części Wyżyny Śląskiej.
Jest to największy obszar zurbanizowany w Polsce. Występują silne zanieczyszczenia powietrza, których skutkami są zmniejszenie natężenia promieniowania słonecznego i zwiększenie zachmurzenia. Pod względem historycznym zachodnia (większa) część Wyżyny Śląskiej należy do Górnego Śląska, a wschodnia (mniejsza) do Małopolski.

## Wody powierzchniowe
Przez Wyżynę Śląską przebiega główny dział wodny rozdzielający dorzecza Odry i Wisły. Sieć rzeczna jest rzadka, a wody bardzo zanieczyszczone, jest to obszar ubogi w wodę zdatną do picia. Dużą część Wyżyny Śląskiej zaopatruje w wodę Jezioro Goczałkowickie. Główne rzeki: Wisła, Odra, Przemsza, Brynica.

## Podział na mezoregiony
Dzieli się na mezoregiony:
- Chełm,
- Garb Tarnogórski,
- Wyżynę Katowicką,
- Pagóry Jaworznickie,
- Płaskowyż Rybnicki,

## Gospodarka
Wyżyna Śląska to najsilniej uprzemysłowiona kraina geograficzna Polski. Jest to związane z występowaniem bogactw mineralnych, gł. węgla kamiennego. Najwięcej kopalń znajduje się w rejonie Górnośląskiego Okręgu Przemysłowego. Znajduje się tu wiele elektrowni, m.in. w Łaziskach Górnych, Będzinie i Jaworznie. Do niedawna wydobywano tu też rudy cynku i ołowiu: Olkusz, Jaworzno i rudy żelaza – Częstochowa. Znajduje się tu dużo fabryk przemysłowych oraz koksowni.